# NGC 2787
NGC 2787 (другие обозначения — UGC 4914, MCG 12-9-39, ZWG 332.41, IRAS09148+6924, PGC 26341) — галактика в созвездии Большая Медведица.
Этот объект входит в число перечисленных в оригинальной редакции «Нового общего каталога».
Внутренний диск галактики примерно вдвое ярче её балджа.
Отношение общей массы к световому потоку в галактике имеет очень высокое значение. Нейтральный водород в NGC 2787 распределён в круглом кольце диаметром примерно 6', что почти вдвое больше её оптического размера.